# باول كولن (صحفي)
باول كولن هو صحفي بلجيكي، ولد في 1895 في Saint-Josse-ten-Noode ‏ في بلجيكا، وتوفي في 8 أبريل 1943 في بروكسل في بلجيكا.